# Anatoli Oscherowitsch Kroll
Anatoli Oscherowitsch Kroll (russisch Анатолий Ошерович Кролл, englische Transkription Anatoly Kroll; * 20. April 1943 in Tscheljabinsk) ist ein russischer Pianist, Arrangeur, Bandleader und Komponist des Jazz und der Unterhaltungsmusik.

## Leben und Wirken
Er studierte 1956 bis 1959 an der Tschaikowski-Musikschule in Tscheljabinsk Klavier. Schon 1959 leitete er kleine Bands für Unterhaltungsmusik in der Philharmonie von Tscheljabinsk. 1960 wurde er musikalischer Leiter des Unterhaltungsorchesters von Usbekistan (mit nur 17 Jahren der damals jüngste Dirigent in der Sowjetunion), das dort populäre Sänger begleitete und mit diesen aufnahm.
1963 gründete er seine Tula-Jazzband, der unter anderem der Tenorsaxophonist Alexander Pischtschikow, Bassist Sergei Martynow, Schlagzeuger Juri Genbatschow und Iwan Jurtschenko, die Posaunisten Arkadi Schabaschow und Wiktor Budarin, der Trompeter Wiktor Gusseinow, Altsaxophonist Roman Kunsman angehörten. Er begleitete damit unter anderem einige Vokalisten, darunter Walentina Ponomarjowa und Wladimir Makarow. Mit ihm trat er auf dem Jazz Festival in Tallinn 1967 auf und sowohl das Quartett als auch Pischtschikow und Kroll erhielten Auszeichnungen als beste Saxophonisten bzw. Pianisten.
1971 übernahm er die zerfallende Big Band von Eddie Rosner und führte sie fortan als ein Orchester für zeitgenössische Unterhaltungsmusik sowie eine Jazz-Bigband für besondere Gelegenheiten (Festivals). Mit dieser Formation tourte er in Osteuropa, Deutschland, Frankreich und Indien. Mit ihr nahm er viele Platten auf und begleitete unter anderem die Sängerin Larissa Dolina. 1991 wurde er musikalischer Leiter im Musiktheater Temp in Moskau. Unter anderem begleitete er mit dem Orchester Swetlana Portnjanski auf US-Tour. 1992 stellte er eine Big Band mit Moskauer Musikern zusammen (ISS Big Band), die 1994 auch auf dem Montreux Jazz Festival auftrat. Sie spielte anschließend in Frankreich und der Schweiz und in den 1990er Jahren häufig auf Jazz-Festivals in Russland und in diversen Orten der ehemaligen Sowjetunion (Moskau, Sotschi, Minsk, Samara, Orenburg, Sibirien, Kasan u. a.), im Fernsehen und Radio.
Er schrieb Musik für viele Filme, besonders von Karen Schachnasarow, zum Beispiel für Wir sind vom Jazz (1984) um einen Musikstudenten, der vom Konservatorium relegiert wird, weil er Jazzmusik spielt.
1989 wurde er Geehrter Künstler Russlands und 1998 Volkskünstler Russlands.

## Filmografie
- 1985: Winterabend in Gagra (Зимний вечер в Гаграх)